# Alexandre Alain
 (décembre 2021).
Si vous disposez d'ouvrages ou d'articles de référence ou si vous connaissez des sites web de qualité traitant du thème abordé ici, merci de compléter l'article en donnant les références utiles à sa vérifiabilité et en les liant à la section « Notes et références ».
Alexandre Alain (né le 3 mars 1997 à Québec, dans la province de Québec au Canada) est un joueur professionnel canadien de hockey sur glace.

## Carrière en club

### Junior
En 2013, il commence sa carrière avec les Olympiques de Gatineau dans la Ligue de hockey junior majeur du Québec.

### Professionnelle
Alain signe un contrat d'entrée avec le Canadien le 24 avril 2018. Il passe professionnel avec le Rocket de Laval dans la Ligue américaine de hockey en 2018. Alain fait ses débuts en LAH le 6 octobre 2018 dans une partie contre les Bruins de Providence, club-école des Bruins de Boston, que le Rocket remporte par la marque 3-2.
Le 31 décembre 2020, Alain et le Canadien s'entendent pour mettre fin à son contrat pour qu'Alain poursuive ses études.

## Statistiques
| Saison    | Équipe                          | Ligue |    | Saison régulière | Saison régulière | Saison régulière | Saison régulière | Saison régulière |    | Séries éliminatoires | Séries éliminatoires | Séries éliminatoires | Séries éliminatoires | Séries éliminatoires |
| Saison    | Équipe                          | Ligue | PJ | B                | A                | Pts              | Pun              | PJ               | B  | A                    | Pts                  | Pun                  |                      |                      |
| 2013-2014 | Olympiques de Gatineau          | LHJMQ | 12 | 0                | 0                | 0                | 0                | -                | -  | -                    | -                    | -                    |                      |                      |
| 2014-2015 | Olympiques de Gatineau          | LHJMQ | 62 | 9                | 18               | 27               | 20               | 11               | 1  | 1                    | 2                    | 6                    |                      |                      |
| 2015-2016 | Olympiques de Gatineau          | LHJMQ | 62 | 15               | 20               | 35               | 64               | 10               | 2  | 3                    | 5                    | 12                   |                      |                      |
| 2016-2017 | Armada de Blainville-Boisbriand | LHJMQ | 54 | 29               | 23               | 52               | 60               | 20               | 6  | 13                   | 19                   | 20                   |                      |                      |
| 2017-2018 | Armada de Blainville-Boisbriand | LHJMQ | 65 | 44               | 43               | 87               | 52               | 22               | 16 | 14                   | 30                   | 26                   |                      |                      |
| 2018-2019 | Rocket de Laval                 | LAH   | 72 | 8                | 20               | 28               | 38               | -                | -  | -                    | -                    | -                    |                      |                      |
| 2019-2020 | Rocket de Laval                 | LAH   | 60 | 11               | 13               | 24               | 26               | -                | -  | -                    | -                    | -                    |                      |                      |